# Géza Ottlik
Géza Ottlik (9. května 1912 Budapešť – 9. října 1990 Budapešť) byl maďarský spisovatel.
Pocházel z aristokratické rodiny. Vystudoval matematiku a fyziku na budapešťské univerzitě, kde byl jeho učitelem Lipót Fejér. Přispíval do literárních časopisů Napkelet a Nyugat, pracoval v rozhlase, novinách Budapesti hírlap a v PEN klubu, překládal také do maďarštiny knihy Evelyna Waugha, George Bernarda Shawa, Ernesta Hemingwaye nebo Stefana Zweiga.
Za druhé světové války Ottlik a jeho manželka ukrývali židovského spisovatele Istvána Vase. Za záchranu jeho života získali titul Spravedlivý mezi národy.
Pro svoji prozápadní názorovou orientaci nesměl Ottlik v období stalinismu publikovat. Až v roce 1959 vyšlo jeho nejuznávanější dílo, psychologický román Škola na hranici, v němž vycházel ze svých vzpomínek na vojenskou školu ve městě Kőszeg. V roce 1985 mu byla udělena Kossuthova cena.
Byl dlouholetým reprezentantem Maďarska v bridži a spolu s Hughem Kelseyem napsali knihu o teorii karetních her.